# Марко Ковач Шнајдер
Марко Ковач – Шнајдер (1910 – 1944) био је учесник Народноослободилачке борбе и народни херој Југославије.

## Биографија
Рођен је 6. септембра 1910. године у Турчишћу код Чаковца, у породици богатог земљопоседника. После завршене основне школе, радио је с родитељима и млађом браћом на земљи.
Крајем 1928. и почетком 1929. године, отишао је у Загреб, где је обављао претежно грађевинске послове. Као грађевински радник, од 1930. године се активно укључио у синдикални покрет. У пролеће 1932. године вратио се кући, где је радио на оснивању локалног фудбалског клуба и организовању партијске ћелије. Исте године, оженио се Јелком Хорват.
Чланом Комунистичке партије Југославије постао је 1933. године у Загребу, где је већ од пре био придружен као симпатизер, односно кандидат у једној партијској ћелији. Његовом заслугом формирана је, у лето 1935. године, прва партијска организација у Турчишћу. Када је исте године формиран и Котарски комитет КПЈ за Прелог, Марко је постао члан тог Комитета.
У лето 1936. године, помагао је, заједно с партијском групом, штрајк текстилних радника у фабрици „Брунер“ у Чаковцу и штрајкове у Загребу (помоћ у храни) и Вараждину (у фабрици „Тивар“). Због политичке активности, а недовољне конспирације, ухапшен је фебруара 1937. године, заједно с групом комуниста и симпатизера из Доњег Међимурја. Окружни суд у Вараждину осудио га је на седам месеци затвора. После одслужене казне, забрањен му је, на неодређено време, боравак у Загребу, па су га власти присилно интернирале у родно село. Исте године, отишао је из села на осамнаест месеци у војску. После повратка кући, 1939. године, радио је на јачању партијских и скојевских организација.

### Народноослободилачка борба
Када је мађарски окупатор 1941. године дошао у Међимурје, Марко је с друговима радио на припремању устанка. Уз то се и даље ангажовао у раду КПЈ и СКОЈ-а у котарима Прелог и Чаковец. Дана 29. јуна 1941. године, учествовао је у шуми Зеленбор у раду другог састанка руководства партијских организација из целог Међимурја, који је сазван због организовања устанка, прикупљања оружја, организовања саботажа и остало. Јула исте године, прекинута је веза с Окружним комитетом због хапшења великог броја комуниста, а због доласка М. Лацковића, члана Покрајинског комитета КПЈ у Загребу, у Међимурје (који је заступао дефетистичке станове и дошао у сукоб с члановима КПЈ, међу њима и с овачем) настала је својеврсна збрка међу комунистима тог краја. Због тога је Марко отишао, по наређењу партијских организација Међимурја, у Загреб да успостави партијске везе. Убрзо је Карло Мразовић дошао у Међимурје и консолидовао рад партијских организација.
Марка Ковача ухапсили су мађарски жандари 1942. године, баш у време када је с осталим друговима, припремао котарску партијску конференцију. Упркос страшном мучењу, није ништа признао. Осуђен је, исте године, у Сомбатхељу на две године затвора, а пуштен је у августу 1943. године.
После повратка из затвора, успоставио је везу с калничким партизанима и радио на пребацивању бораца преко Драве на Калник. Тада је постао члан Окружног комитета КП Хрватске за Вараждин. Када је, крајем 1943. године, формиран у ослобођеним Вараждинским Топлицама Окружни комитет НОО-а Вараждин (од представника свих котара бившег округа Вараждин), Марко је постао његов члан, као представник Међимурја. На оснивачкој конференцији тог комитета, учествовао је под илегалним именом Шнајдер. Касније је кооптиран у Котарски комитет КПХ за Прелог.
Окружни комитет КПХ за Вараждин одредио је на састанку у Апатовцу, 1944. године, да се Марко врати с Калника у Међимурје, како би организовао формирање заједничког комитета КПХ за Чаковец и Прелог. Због тога је, 15. јуна 1944. године, отишао с Калника.
На путу с Калника у Међимурје, погинуо је на Драви код села Отока, 16. јуна, у борби против усташа. Другови су га сахранили 20. јуна исте године, на острву на Драви. После рата, августа 1946. године, његови посмртни остаци пренесени су на сеоско гробље у Јурју, у Трњу.
Указом Президијума Народне скупштине Федеративне Народне Републике Југославије, 20. децембра 1951. године, проглашен је за народног хероја.